# Automata II
Albums de Between the Buried and Me
Automata I
(2018) Colors II
(2021)
Automata II est le neuvième album studio du groupe de metal progressif américain Between the Buried and Me. Il est sorti le 13 juillet 2018 sous le label Sumerian Records. C'est la seconde partie d'un double album, la première étant sortie le 9 mars 2018.
Les deux parties ont été enregistrées à Winston-Salem en août et septembre 2017. À l'instar des précédents albums de Between the Buried and Me, Jamie King est chargé de la production.

## Liste des titres
| 7.    | The Proverbial Bellow | 13:16 |
| 8.    | Glide                 | 2:13  |
| 9.    | Voice of Trespass     | 7:58  |
| 10.   | The Grid              | 9:45  |
| 33:12 |                       |       |

## Crédits
| - Dan Briggs – basse - Blake Richardson – batterie - Tommy Giles Rogers – chant, clavier - Paul Waggoner – guitare - Dustie Waring – guitare | - Jamie King – Production, piano - Kris Hilbert – Piano, batterie additionnelle - Jens Bogren – Mixage - Kevin King – Production - Cameron MacManus – Trombone, Saxophone baryton - Jonathan Wiseman – Trompette |